# New Maps of Hell (альбом Bad Religion)
New Maps of Hell чотирнадцятий студійний альбом гурту Bad Religion, виданий 10 липня 2007.
Початково альбом The Empire Strikes First мав бути подвійним альбомом та мав бути виданий у 2006, але був відмінений басистом гурту Джеєм Бентлі. Іншою причиною була різна діяльність учасників гурту, фронтмен гурту Грег Граффін, видавав свій другий соло альбом у 2006.
New Maps of Hell третій альбом Bad Religion виданий після повернення до Epitaph Records.

## Відгуки
Альбом дебютував на 35 позицій у Billboard 200, було продано близько 21,000 копій в перший тиждень.

## Список композицій
| #     | Назва                 | Автор   | Тривалість |
| ----- | --------------------- | ------- | ---------- |
| 1.    | «52 Seconds»          | Гуревич | 0:58       |
| 2.    | «Heroes & Martyrs»    | Гуревич | 1:25       |
| 3.    | «Germs of Perfection» | Граффін | 1:27       |
| 4.    | «New Dark Ages»       | Гуревич | 2:47       |
| 5.    | «Requiem for Dissent» | Граффін | 2:08       |
| 6.    | «Before You Die»      | Граффін | 2:34       |
| 7.    | «Honest Goodbye»      | Гуревич | 2:51       |
| 8.    | «Dearly Beloved»      | Гуревич | 2:19       |
| 9.    | «Grains of Wrath»     | Граффін | 3:00       |
| 10.   | «Murder»              | Гуревич | 1:18       |
| 11.   | «Scrutiny»            | Граффін | 2:36       |
| 12.   | «Prodigal Son»        | Гуревич | 3:07       |
| 13.   | «The Grand Delusion»  | Граффін | 2:10       |
| 14.   | «Lost Pilgrim»        | Граффін | 2:28       |
| 15.   | «Submission Complete» | Граффін | 3:40       |
| 16.   | «Fields of Mars»      | Гуревич | 3:39       |
| 38:27 |                       |         |            |

Бонусні треки делюкс видання
| Deluxe edition | Deluxe edition              | Deluxe edition | Deluxe edition |
| #              | Назва                       | Автор          | Тривалість     |
| -------------- | --------------------------- | -------------- | -------------- |
| 17.            | Untitled                    |                | 0:04           |
| 18.            | «Won't Somebody» (acoustic) | Гуревич        | 3:08           |
| 19.            | «Adam's Atoms» (acoustic)   | Граффін        | 2:37           |
| 20.            | «Sorrow» (acoustic)         | Гуревич        | 3:12           |
| 21.            | «God Song» (acoustic)       | Граффін        | 2:40           |
| 22.            | «Dearly Beloved» (acoustic) | Гуревич        | 2:37           |
| 23.            | «Chronophobia» (acoustic)   | Граффін        | 1:55           |
| 24.            | «Skyscraper» (acoustic)     | Гуревич        | 3:00           |
| 60:19          |                             |                |                |

## Учасники запису
- Грег Граффін — вокал
- Бретт Гуревич — гітара, бек-вокал
- Браян Бейкер – гітара, бек-вокал
- Грег Гетсон — гітара
- Джей Бентлі – бас-гітара, бек-вокал
- Брукс Вакерман — ударні, перкусія
- Джо Барресі — продюсер
- Майк Фасано — технік
- Ендрю Алекел — помічник інженера
- Нік Прітчард — арт директор, дизайн
- Браян Шеффілд — фото